# Taraxacum recedens
Espèce
Classification phylogénétique
Taraxacum recedens est une espèce de plante à fleurs de la famille des Asteraceae. C'est un pissenlit de l'écozone paléarctique endémique de l'île de Jan Mayen située dans l'océan Atlantique Nord.